# Dénes von Mihály

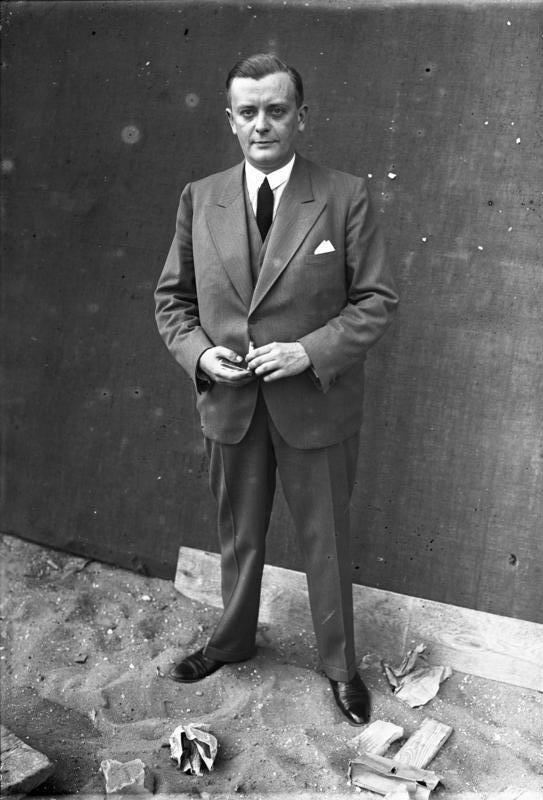
Dénes Mihály in 1930.

Dénes von Mihály (Gödöllő, 7 juli 1894 – Berlijn, 29 augustus 1953) was een Hongaars natuurkundige en technicus. Hij was een pionier op het gebied van mechanische televisie en geluidsfilms.

## Biografie
Mihály studeerde af als werktuigbouwkundig ingenieur aan de Technische Universiteit van Boedapest. Reeds gedurende zijn studietijd – hij was 16 jaar oud – publiceerde hij boeken over automobielen en motorfietsen. Na de universiteit begon hij te experimenteren met televisietechnologie bij de Telephone-fabriek.
In 1919 presenteerde hij zijn eerste ontwerp van een televisie, de Telehor, waarmee hij stilstaande beelden kon uitzenden over een afstand van vele kilometers. Zijn apparatuur zou daarbij gewerkt hebben met een Nipkowschijf. Begin 1923 richtte Mihály in Berlijn-Wilmersdorf de Telehor AG op, voor de productie van televisietoestellen. Vanaf 1925 werkte de onderneming samen met de Rijkspostdienst.
Hoewel Mihály zijn toestel als Telehor Volksfernseh-Empfänger (Telehor Volkstelevisie-ontvanger) aanbood kocht niemand hem wegens de miserabele beeldkwaliteit en het ontbreken van geluid. In de nacht van 8 op 9 maart 1929 werden vanuit het rijkspostkantoor met een Telehor-beeldaftaster omgezet beeld over de Mittelwelle (middengolf) uitgezonden die vervolgens in de televisiefabriek in de omgeving ervan werden ontvangen. Daarmee waren tevens de grenzen van mechanische televisie zeer merkbaar.
In 1935 verscheen de Mihály-Traub-scanner op de markt, die hij gezamenlijk met de natuurkundige E.H. Traub had ontwikkeld. Een van Mihálys betekenisvolste uitvindingen was de Projectophon, gepatenteerd in 1922, die erkenning ontving op het gebied van de geluidsfilms.
Gedurende de loop van zijn leven creëerde Mihály vele belangrijke uitvindingen op het gebied van televisie. Hij vond zijn laatste rustplaats op de Friedhof Wilmersdorf.